# ナイトクラブ

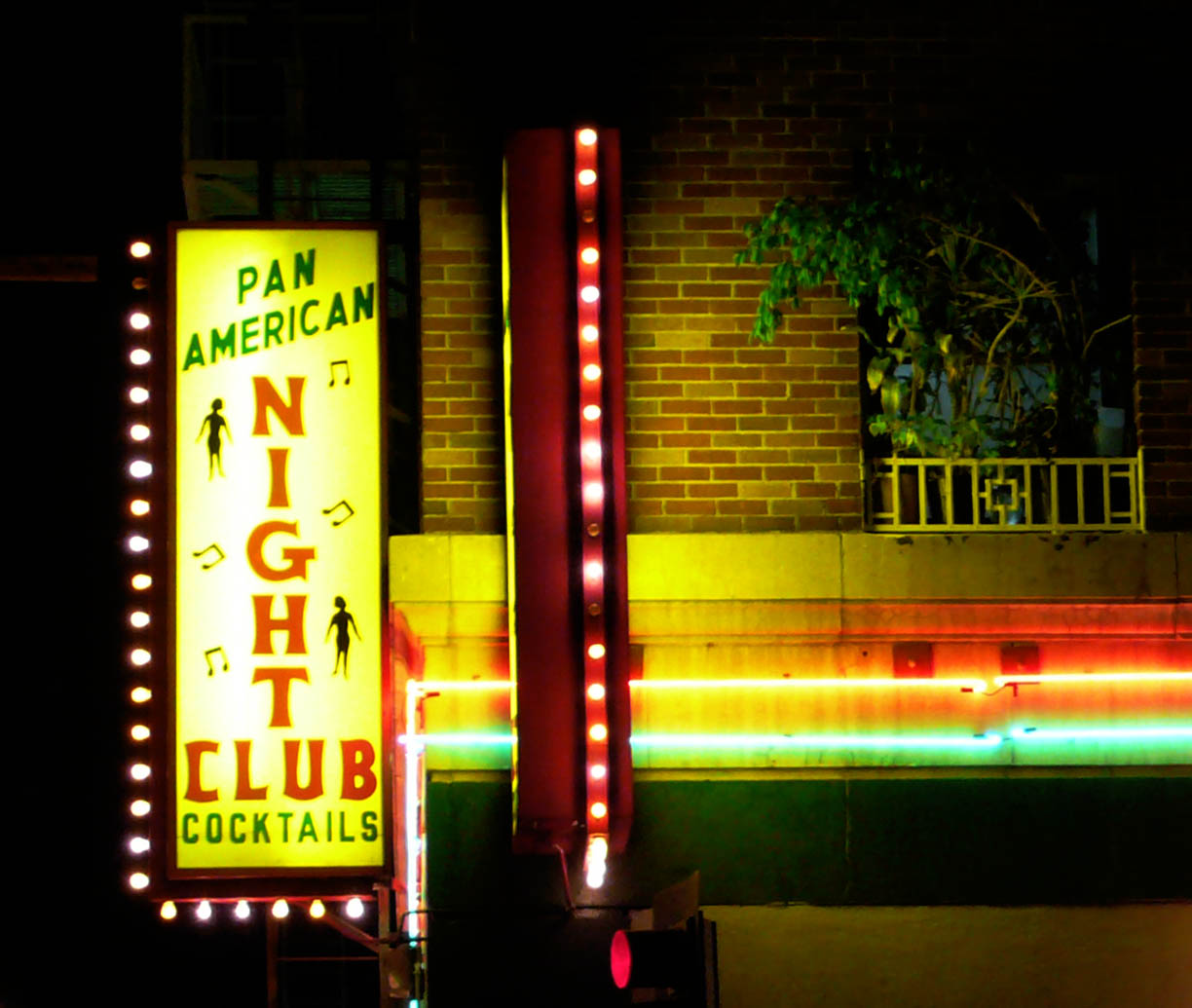
ロサンゼルスにあるナイトクラブの看板

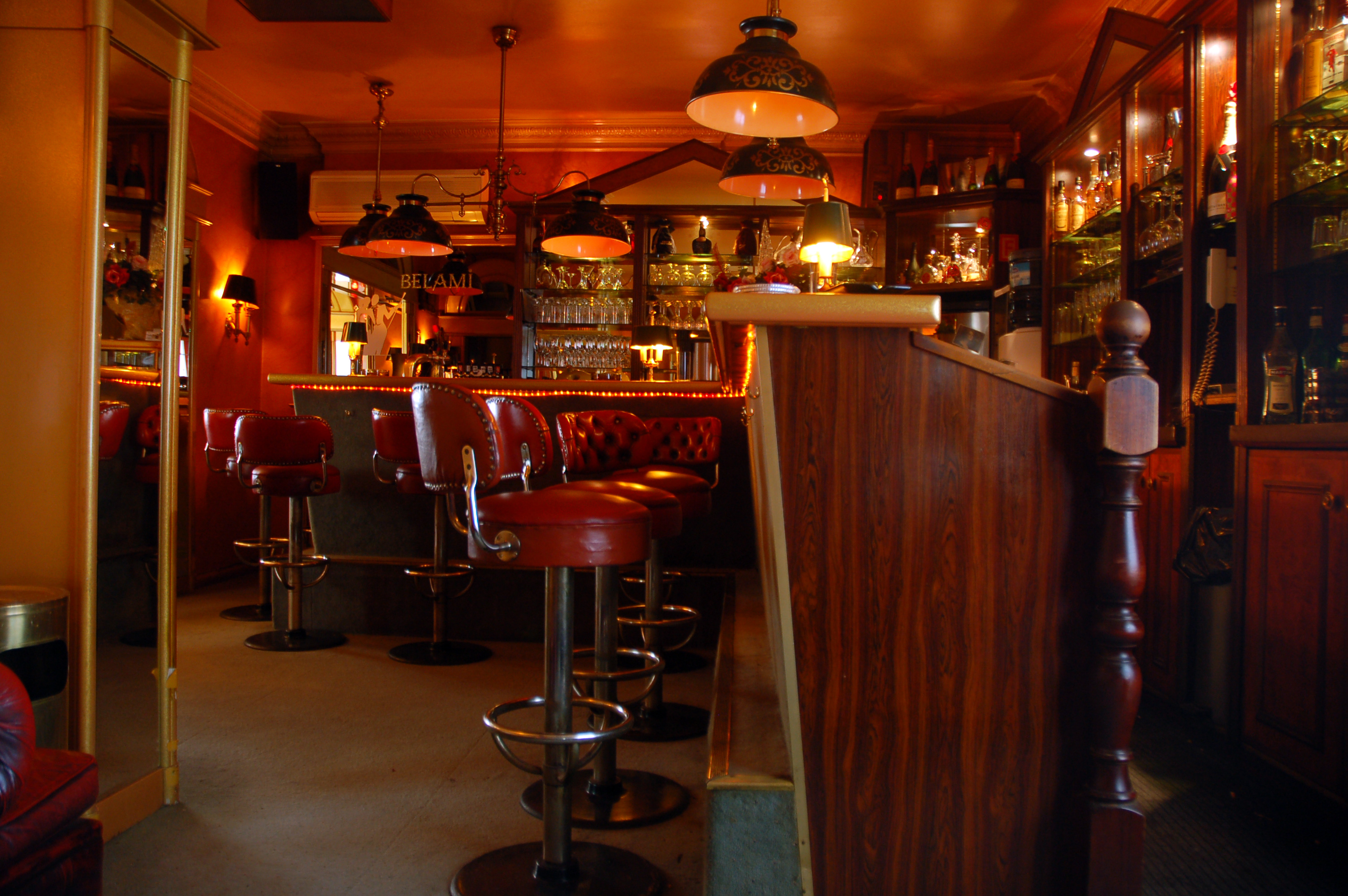
ベルリンにあるナイトクラブ「bel ami」の店内

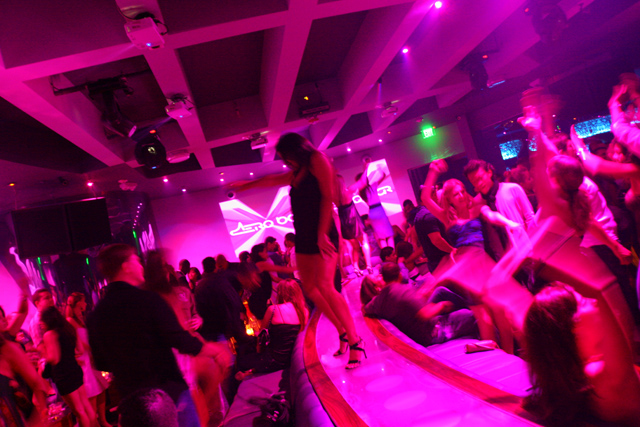
マイアミビーチにあるナイトクラブ「Aerobar」の店内

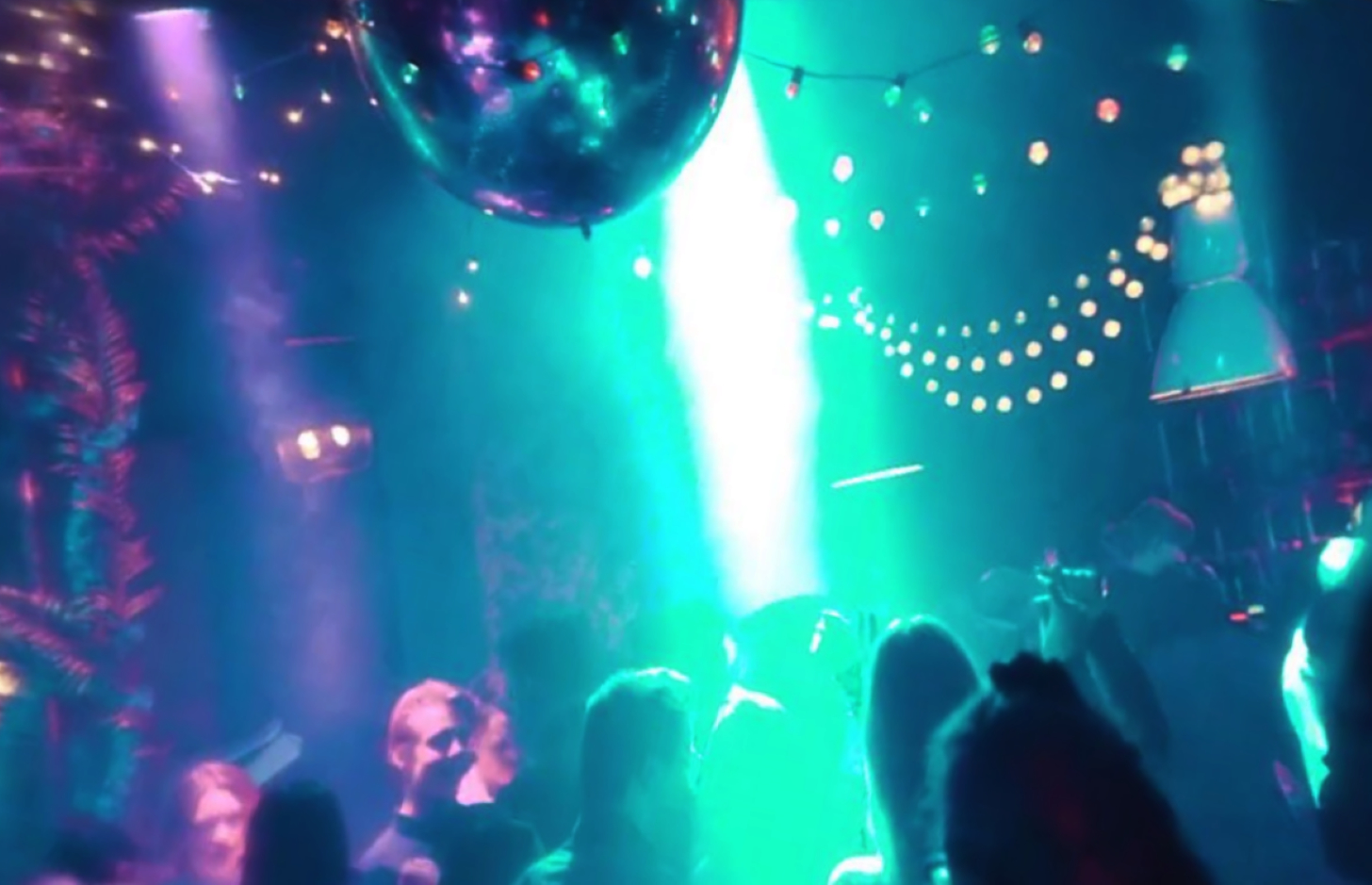
フィンランド、タンペレのローラクラブ(Lola Club)で踊る人々

ナイトクラブ（英語: night club）とは、夜（ナイト）に営業する何らかのクラブのことを指す用語で、時代や国、地域によって、この用語が表現する内容にはかなりの違いがある。

## 概要
Night（夜）+ Club（会員制）という二つの言葉を組み合わせた用語である。会員制という表現には語弊もあり、一般的には料金を支払えば入場できる店も多い。一口にナイトクラブと言っても、時代や国や地域によって、各店ごとにその内容は大きく異なっている。
ヨーロッパ諸国では、夜間に営業していて、人々が集い、アルコール飲料（酒）が飲めて、音楽が流れており、（ダンサーが踊っているのを観て楽しめたり）自分たちが踊ることも楽しめる、といったようなお店が、おおむね「Night club」という総称で呼ばれている。
日本には、「ナイトクラブ」という用語について、日本語での飲食店・風俗店の変遷の歴史がある。デジタル大辞泉では「ダンス・バンド演奏・ショーなどを楽しむ高級飲食店」等と記載されている。日本のナイトクラブは女性のホステス、コンパニオンが接待を行う店舗と、接待を行う女性はおらず、アルコール、ショー、バンド演奏のみの店舗の両方があった。またナイトクラブとは別に、ディスコが1990年代以降に別な名称で呼ばれるようになった「クラブ」が存在する。

## 日本
デジタル大辞泉では、「ダンス・バンド演奏・ショーなどを楽しむ高級飲食店」とし、また「本来は同伴客の利用する所」と記述しているが、それだけに限らない。日本での初出は、『新種族ノラ』（吉行エイスケ、1930年）に「フランス租界にあるナイト・クラブで近代の支那女の踊るスペイン・タンゴの優婉な姿態を連想し」とあり、1930年にはナイト・クラブは上海にまでは来ていたが、東京には上陸していなかったと思われる。日本でナイト・クラブが流行るのは、井上友一郎の「銀座二十四帖」（1955）の引用が示すとおり、戦後になってからである。
ナイトクラブとキャバレーの違いについては、ニューラテンクォーター元営業部長の諸岡寛司（1935年-）が、「店側が客に対して飲食物が提供でき、客が社交係ではない女性を同伴できる夜間営業の店がナイトクラブ、できないのがキャバレーである」と述べており、風俗営業法におけるキャバレーとナイトクラブの違いも同様であると言う。
また、キャバレーの歴史に詳しい美術蒐集家の福富太郎は、「昭和30年代前半までのキャバレーとはバンドが演奏できるステージを備え、数十人の客がダンスをできるだけのフロア面積がある大きい店」とした。つまり、カップル（恋人どうしの男女など）でも音楽・ダンス・お酒などを楽しむことができるお店が「ナイトクラブ」であった。

### 現在の日本の関連法規
現状での日本国では、風俗営業等の規制及び業務の適正化等に関する法律（昭和23年法律第122号）の第2条で区別されており、第1号で『キャバレーその他設備を設けて客にダンスをさせ、かつ、客の接待をして客に飲食をさせる営業』と定められ、同条同項の3号で、『ナイトクラブその他設備を設けて客にダンスをさせ、かつ、客に飲食をさせる営業（第1号に該当する営業を除く。） 』と定義されていることから、接待を行う店員の性別、及び接待される客側の性別に限らず、『店側が客の接待をするのか』で区別されている。
また、建築基準法における建物の用途規定として適用される別表第一の『耐火建築物又は準耐火建築物としなければならない特殊建築物』と別表第二の『用途地域内の建築物の制限』に、ナイトクラブに関する規制の記載があり、商業地域・準工業地域以外の用途地域には建設できない。

### ナイトクラブに関連する日本の作品
- 東京ナイトクラブ
- 二人の世界（作詞：池田充男、作曲：鶴岡雅義、編曲：福島正二 - 石原裕次郎が歌った1965年の楽曲（歌詞にナイトクラブが登場する）翌年映画化
- 星のナイト・クラブ（作詞：橋本淳、作曲・編曲：筒美京平） -  西田佐知子が歌った1969年の楽曲
- 匂艶 THE NIGHT CLUB（作詞・作曲：桑田佳祐、編曲：サザンオールスターズ） -  サザンオールスターズが歌った1982年の楽曲
- DUMP SHOW! - ナイトクラブを舞台にした演劇。2011年上演。

## 世界のナイトクラブ
ナイトクラブまたはダンスクラブは、通常、飲酒、ダンス、その他の娯楽のために夜に営業しているクラブです。ナイトクラブには、ダンスフロア、レーザー照明ディスプレイ、ライブ音楽のステージ、録音した音楽をミックスするディスクジョッキー(DJ)を備えたバーやディスコ(通常は単にディスコと呼ばれます)があることがよくあります。ナイトクラブは、劇場やスタジアムなどのライブハウスよりも小さい傾向があり、顧客用の座席はほとんどまたはまったくありません。

## ナイトクラブで発生した主な事件・事故
- 1942年11月28日 - アメリカ合衆国ボストンのナイトクラブ「ココナッツ・グローヴ」にて大規模な火災が発生。ナイトクラブ火災では史上最悪の492人死亡[5]。
- 1973年6月24日 - アメリカ合衆国ニューオーリンズのフレンチ・クオーターにあるゲイバー「アップステアーズ・ラウンジ」にて放火事件が発生。32人死亡[6]。
- 1977年5月28日 - アメリカ合衆国ケンタッキー州にあるビバリーヒルズ・サパー・クラブにて大規模な火災が発生。165人死亡[7]。
- 1996年3月18日 - フィリピンのケソン市にあるナイトクラブ「オゾンディスコ」にて火災が発生。162人死亡[8]。
- 2000年12月25日 - 中華人民共和国洛陽市の「東都商城」の地下で建設作業員が溶接作業を行っていたところ家具などに引火し、洛陽クリスマス火災を引き起こす。同ビル上階のダンスホールでクリスマスを祝っていた客ら309人が死亡[9]。
- 2002年10月12日 - インドネシアのバリ島で爆弾テロ事件が発生。イスラム過激派組織ジェマ・イスラミアがナイトクラブなどを標的に爆弾を爆発させ外国人観光客ら202人が死亡[10]。
- 2003年2月20日 - アメリカ合衆国ロードアイランド州のナイトクラブ「ザ・ステーション」で開かれていたコンサートで使用された花火が防音素材に引火し、中にいた観客ら300人以上が死傷[11]。
- 2004年12月30日 - アルゼンチンブエノスアイレスのナイトクラブ「レパブリカ・クロマニヨン」のショーで使用した花火が建物に引火。194人死亡[12][13]。
- 2008年9月20日 - 中華人民共和国深圳市の舞王倶楽部でショーで使用した花火が火災を引き起こし、クラブ内にいた客の内43人が死亡[14]。
- 2009年12月5日 - ロシアペルミのナイトクラブでペルミ・ナイトクラブ火災が発生。150人以上死亡[15]。
- 2013年1月27日 - ブラジルリオグランデ・ド・スル州サンタマリアのナイトクラブで火災が発生。232人以上が死亡した。原因は店内で使用された花火[16]。
- 2015年10月30日 - ルーマニアブカレストのナイトクラブで火災が発生。一つしかない出入口に客が殺到して45人が死亡。原因はロックコンサート中に火花が引火して火災に発展したもの。この火災をきっかけに大規模なデモが発生、翌週にはヴィクトル・ポンタ首相が辞任した[17]。
- 2016年6月12日 - アメリカ合衆国フロリダ州でオーランド銃乱射事件が発生。49人が死亡[18]。
- 2018年
  - 1月27日 - ブラジルセアラ州フォルタレーザのナイトクラブを武装集団が襲撃。14人以上が死亡。麻薬組織間のトラブルと見られた[19]。
  - 6月17日 - ベネズエラカラカスのナイトクラブで卒業パーティーに集まった若者らが喧嘩。1人が催涙弾を使用したことから、参加者が出口に殺到して17人以上が死亡[20]。
- 2020年8月24日 - ペルーリマのナイトクラブに警官隊が突入、逃げ惑う客が転倒して13人以上が死亡。店内ではコロナウイルス感染症が蔓延する中で禁止されているパーティーが開催されていた[21]。
- 2022年
  - 1月23日 - カメルーンヤウンデのナイトクラブで大規模な火災が発生。16人以上が死亡、8人が重傷。原因は店内で花火が爆発したことによるもの[22]。
  - 1月24日 - インドネシア西パプア州ソロンのナイトクラブで、対立するグループが衝突して火災が発生。18人以上が死亡[23]。
  - 8月5日 - タイ王国チョンブリ県サッタヒープのナイトクラブで音楽公演中に火災が発生。13人以上死亡、数十人負傷[24]。
  - 11月6日 - ロシアコストロマのナイトクラブの店内で火災が発生。13人以上が死亡。原因は店内で使用された花火[25]。

- 2025年
  - 3月16日 - 北マケドニアコチャニのナイトクラブ「パルス」にて花火が天井に引火し、火災発生。62人死亡[26][27]。
  - 4月8日 - ドミニカ共和国のサントドミンゴのナイトクラブで天井が崩落する事故が発生。221人死亡[28]。